# Kałuża

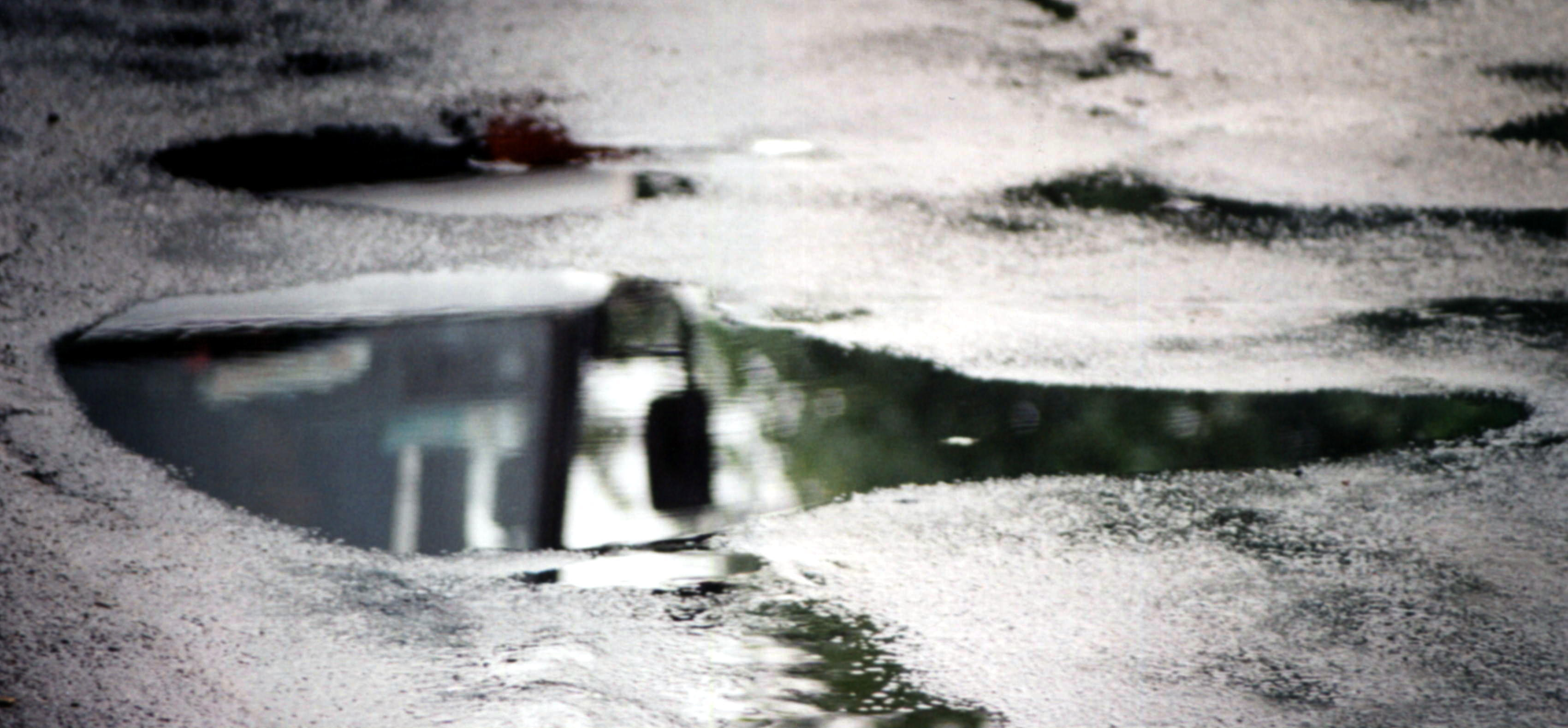
Kałuża na zdeformowanym asfalcie

Kałuża – niewielki zbiornik wody lub innej cieczy na powierzchni ziemi, najczęściej występujący po intensywnych opadach deszczu. 
Kałuże powstają w bezodpływowych zagłębieniach gruntu o niewielkiej przepuszczalności wodnej lub będącym w stanie nasycenia wodą. Średnica kałuży waha się zwykle od kilkudziesięciu centymetrów do kilku lub kilkunastu metrów, a głębokość wynosi od kilku do kilkunastu centymetrów.

## Znaczenie kałuż

Schemat powstawania kałuży:
1) deszcz, 2) kałuża, 3) nieprzepuszczalne podłoże

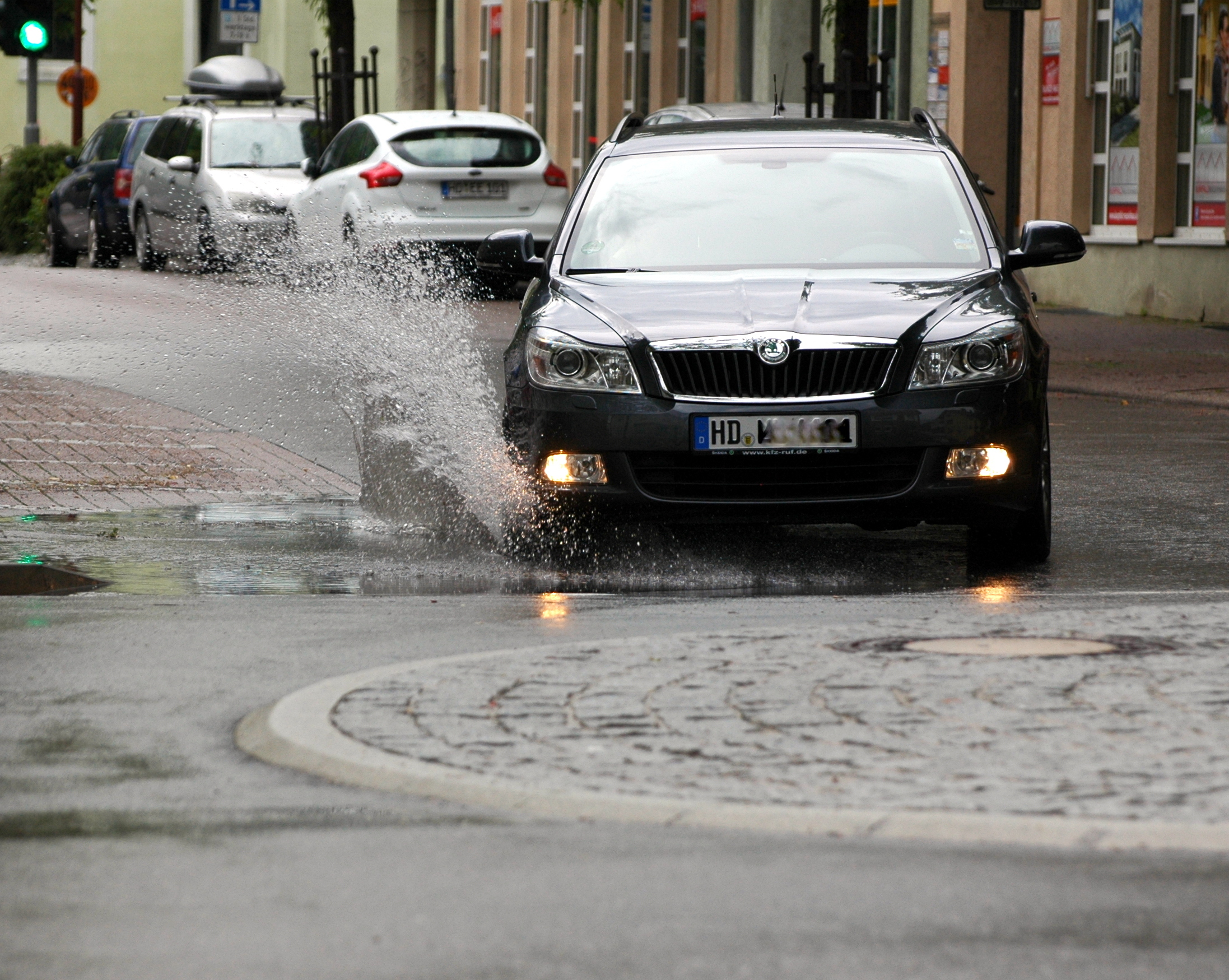
Kałuże są istotnym problemem w poruszaniu się zarówno pojazdów jak i pieszych.

Tworzenie się kałuż odgrywa dużą rolę w gospodarce wodnej, ograniczając spływanie wód opadowych po niewielkich i średnich opadach deszczu.
Kałuże gruntowe są zwykle zjawiskiem krótkotrwałym zależnym od przesiąkliwości gruntu (do kilku godzin lub dni), głównie ze względu na niewielkie rozmiary i wsiąkanie w grunt oraz parowanie. Znacznie dłużej utrzymują się, jeśli podłoże jest nieprzepuszczalne, np. asfalt czy beton. Stają się wówczas istotnym utrudnieniem dla ludzi, jeśli powstają na szlakach komunikacyjnych. Na przykład w miastach, gdzie duża część powierzchni ziemi pokryta jest takimi materiałami, jak asfalt lub beton, kałuże utrudniają pieszym poruszanie się oraz grożą ochlapaniem przez zbyt szybko przejeżdżające samochody.
Innym niebezpieczeństwem dla pojazdów mechanicznych poruszających się ze znaczną prędkością, jest kwestia poślizgu na wodzie kałuży (aquaplaning). Podczas przejeżdżania przez kałużę, gdy woda spod opon nie zostanie całkowicie odprowadzona, następuje całkowita utrata przyczepności danych kół powodująca utratę sterowności pojazdu. Opony posiadają bieżnik w postaci rowków ułatwiających odprowadzanie wody. Jeśli opona ma ukośne rowki, to istotny jest kierunek zakładania opony, gdyż w przeciwnym wypadku woda kumulowałaby się przed oponą. W samochodach terenowych poruszających się w terenie z mniejszą prędkością kałuże nie stanowią problemu.
Kałuże są też w znacznym stopniu uciążliwe dla pieszych.
Poza wyżej wymienionymi utrudnieniami, znaczenie kałuż jest stosunkowo niewielkie. W nielicznych przypadkach mogą przyczynić się do poważnych strat materialnych, np. jeśli kałuża powstanie w głębokiej dziurze w asfalcie w ten sposób maskując ją. Kierowca, nie zdając sobie sprawy z głębokości wyrwy, może przejeżdżając przez nią uszkodzić koła pojazdu lub nawet zawieszenie. 

### Kontrola i prewencja
Aby nie dopuścić do powstawania kałuż, drogi i chodniki powinno budować się z pewnym wybrzuszeniem (wypukłością). Dzięki tej wypukłości woda spływa do rynsztoka z boku ulicy. Rynsztok (ściek) jest połączony z odpływem wody. Jednak nawet najlepiej zaprojektowana droga musi być utrzymywana w dobrym stanie, żeby zapobiec powstawaniu kałuż w zagłębieniach. Niezależnie używa się okazjonalnie materiałów porowatych, co umożliwia filtrację wody bezpośrednio do gruntu i zapobiega powstawaniu kałuż.

## Biologia
Zwierzęta domowe wykorzystują kałuże do picia wody. Mniejsze zwierzęta, m.in. ptaki, wykorzystują kałuże do kąpieli. Kałuże, zwłaszcza te utrzymujące się dłużej, tworząc stojącą wodę stanowią ważny element w rozwoju drobnej fauny i flory. Woda w nich zawarta jest ciepła, dobrze natleniona, stojąca służy między innymi larwom komara do rozwoju.
Mokre iły na granicy kałuż służą jaskółkom do budowania gniazd, a eliminacja kałuż na wsiach może częściowo odpowiadać za zanik populacji jaskółek.
W hydrobiologii kałuże są uznawane za małe zbiorniki astatyczne.

## Kałuża w przysłowiach
Przysłowia związane z kałużą:
- Kto po morzu pływa, temu kałuża nie straszna. (ukraińskie)
- Nawet najmniejsza kałuża odbija niebo.[1] (litewskie)
- Z kałuży nie wyjdziesz sucho.[2] (polskie)